# Kusuma Wardhani
Kusuma Wardhani, född 20 februari 1964 i Makassar på Sulawesi, död 12 november 2023 på samma plats, var en indonesisk idrottare som tog silver i bågskytte vid olympiska sommarspelen 1988 i Seoul.